# Les Bananes en pyjama
Les Bananes en pyjama (The Bananas in Pyjamas) est une série télévisée australienne en 304 épisodes de 5 minutes créée par Helena Harris et diffusée entre le 20 juillet 1992 et le 14 décembre 2001 sur le réseau ABC.
La série a été doublée au Québec et diffusée à partir du 2 septembre 1996 sur Canal Famille. Elle reste inédite dans les autres pays francophones.
Une série d'animation, adaptée de la série, a vu le jour entre 2011 et 2013. En France, a été diffusée sur Boing dans l'émission Cartoonito.

## Synopsis
B1 et B2, deux bananes anthropomorphes, vivent dans le même quartier que Anne, Loulou et Martin, trois ours en peluche. Ce quartier est un cul-de-sac appelé l'Avenue des Câlins. Les bananes vivent à côté de la plage et travaillent comme surveillants, les ours habitent à côté et s'occupent du parc. Ils aiment manger des gâteaux au miel et de la gelée jaune.

## Distribution

### Voix originales
- Duncan Wass (1992), Ken Radley (1992-2001) puis Michael James (2001) : B1
- Nicholas Opolski (1992-2001) puis Benjamin Blaylock (2001) : B2
- Sandie Lillingston (1992) puis Mary-Ann Henshaw (1992-2001) : Amy
- Taylor Owynns : Lulu
- Jeremy Scrivener : Morgan
- Shane McNamara : Rat
- Mal Heap : Kevin le papillon
- Emma De Vries : Maggie la pie, Tolstoy la tortue
- David Collins : Thomasina la tortue
- Karina Kelly : la narratrice

 Source et légende : version québécoise (VQ) sur Doublage.qc.ca

### Voix québécoises
- Pascal Gruselle : B1
- Bernard Carez : B2
- Aline Pinsonneault : Loulou
- Lisette Dufour : Anne
- Joël Legendre : Martin
- Geneviève De Rocray : la narratrice

### Voix françaises (série 2011)
- Yann Pichon : B1
- Philippe Roullier : Bernard, le chien
- Olivia Dutron : Topsi

 Source et légende : version française (VF) sur RS Doublage